# 帽花木属
帽花木属(Eupomatia)为帽花木科下唯一属，有3种，只生长在新几内亚和澳大利亚东部。
本科植物为乔木或灌木，单叶互生，含有芳香油，叶有腺点或无腺点，无托叶。